# Jonas Jagminas
Jonas Jagminas (ur. 20 czerwca 1949 w Cytowianach) – litewski przedsiębiorca i polityk, od 2004 do 2012 poseł na Sejm Republiki Litewskiej.

## Życiorys
Ukończył Wyższą Szkołę Mechanizacji Rolnictwa w Smolnikach. W latach 1973–1980 był posłem rady rejonu kiejdańskiego. Od 1976 do 1980 roku był kierownikiem największego kołchozu w rejonie kiejdańskim.
W 1979 roku ukończył studia na wydziale agronomicznym Akademii Rolniczą Uniwersytetu Witolda Wielkiego. Od 1987 do 1989 był pierwszym sekretarzem rejonu szyłelskiego. W latach 1988–1990 był posłem Rady Najwyższej Litewskiej SRR i członkiem KPZR. W latach 1989–1990 był wiceprzewodniczącym Rady Ministrów LSRR, Przewodniczącym Komitetu Rolno-Przemysłowego. Członek ruchu społeczno-politycznego „Sąjūdis”.
W 1990 roku otrzymał tytuł kandydata nauk. W latach 1990–2004 był przewodniczącym kilku prywatnych i państwowych przedsiębiorstw w dziedzinie agrobiznesu, budownictwa, rafinacji ropy naftowej itp.
W 2004 roku został wybrany do Sejmu Republiki Litewskiej z ramienia Partii Pracy w Płungianach. W wyborach parlamentarnych w 2008 roku został ponownie wybrany do parlamentu przez Socjaldemokratyczną Partię Litwy. Przewodniczący Zgromadzenia Międzyparlamentarnego Sejmu Republiki Litewskiej i Rady Najwyższej Ukrainy. Konsul Honorowy Kazachstanu na Litwie.

## Odznaczenia
- Order „Za zasługi” III klasy (Ukraina, 2008)[5]
- Medal Pamiątkowy 13 Stycznia[6]